# Петер Германн
Петер Германн (нім. Peter Hermann; 12 травня 1884, Фалькенбург — травень 1945) — німецький офіцер, генерал-лейтенант люфтваффе.

## Біографія
10 квітня 1901 року вступив на флот. Учасник Першої світової війни. З 2 серпня 1914 року — вахтовий і торпедний офіцер на малому крейсері «Ніоба». З вересня 1914 року — командир османського міноносця «Самсун». З березня 1916 року — торпедний і навігаційний офіцер на лінійному крейсері «Гебен». З березня 1916 року — командир торпедного катера G169. З травня 1916 по червень 1917 року пройшов курс підводника і командирську практику на підводному човні SM U-9. З 4 по 26 червня 1917 року — командир SM U-58. Потопив 2 кораблі загальною водотоннажністю 774 тонни.
| Дата           | Назва корабля | Тип                | Тоннаж | Вантаж  | Загинули | Країна             |
| -------------- | ------------- | ------------------ | ------ | ------- | -------- | ------------------ |
| 18 червня 1917 | Bega          | Військовий траулер | 318    |         | 7        | Британська імперія |
| 19 червня 1917 | Ivigtut       | Пароплав           | 456    | Кріоліт | 0        | Данія              |

З 18 листопада 1917 року — виконувач обов'язків командира, з листопада 1918 року — командир 2-ї флотилії підводних човнів. 6 лютого 1919 року переданий в розпорядження інспекції підводних човнів, потім — начальника військово-морської станції «Нордзе», після чого короткий час командував півфлотилією. 27 травня 1919 року звільнений у відставку.
В 2917 році повернувся в армію як офіцер земельної оборони, служив в штабі 2-ї кавалерійської дивізії. В 1929 році вийшов у відставку. 5 лютого 1930 року повернувся на флот як консультант Відділу флоту Морського командування. 18 квітня 1934 року перейшов в люфтваффе і очолив відділ P5 Імперського міністерства авіації. 1 квітня 1938 року відряджений в Імперський військовий суд. 1 жовтня 1938 року звільнений у відставку, проте залишений в розпорядженні люфтваффе.
З 15 листопада 1939 року — військовий комендант Пільзена. 3 1 жовтня 1944 року звільнений у відставку. З 1 грудня 1344 року — командувач фольксштурмом в Богемії і Моравії. Зник безвісти під час боїв в Карлсбаді. Районний суд Берліна-Ліхтерфельда визнав офіційною датою смерті Германна 8 травня 1945 року.

## Звання
- Морський кадет (10 квітня 1901)
- Фенріх-цур-зее (22 квітня 1902)
- Лейтенант-цур-зее (29 вересня 1904)
- Оберлейтенант-цур-зее (27 квітня 1907)
- Капітан-лейтенант (27 січня 1913)
- Корветтен-капітан запасу (30 серпня 1919)
- Фрегаттен-капітан (1 жовтня 1933)
- Оберстлейтенант (18 квітня 1934)
- Оберст (1 жовтня 1935)
- Генерал-майор (1 жовтня 1937)
- Генерал-лейтенант (1 листопада 1940)

## Нагороди
- Залізний хрест 2-го і 1-го класу
- Галліполійська зірка (Османська імперія)
- Нагрудний знак підводника (1918)
- Почесний хрест ветерана війни з мечами
- Медаль «За вислугу років у Вермахті» 4-го, 3-го, 2-го і 1-го класу (25 років)
- Хрест Воєнних заслуг 2-го і 1-го класу з мечами